# Ticușu
Ticușu là một xã thuộc hạt Brașov, România. Dân số thời điểm năm 2002 là 872 người.